# Quinteto de Cordas em Mi Maior, Op. 11, nº 5 (Boccherini)

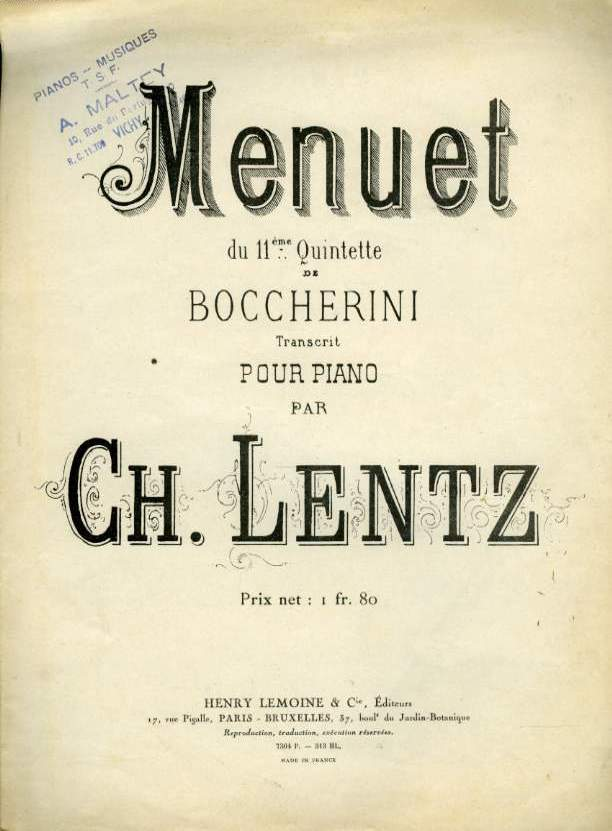
Capa para uma transcrição para piano do famoso movimento do minueto.
Chave	Mi maior
Catálogo	G 275
Gênero	Música de câmara
Estilo	Clássico
Composto	1771
Publicado	1775
Movimentos	4
Pontuação	Quinteto de cordas (2 violinos, 1 viola e 2 violoncelos)

O Quinteto de Cordas em Mi maior, Op. 11, nº 5 (G 275), de Luigi Boccherini foi escrito em 1771 e publicado em 1775. O quinteto é famoso por seu terceiro movimento de minueto, que é frequentemente tocado como uma peça independente, fora do contexto do quinteto completo. 

## Contexto
Este quinteto de cordas é um "quinteto de violoncelo" porque é pontuado para um quarteto de cordas (dois violinos, viola, violoncelo ) com um segundo violoncelo como quinto instrumento. Na época desta composição, Boccherini já escrevia quartetos de cordas há cerca de dez anos. Em 1771, o padrinho de Boccherini, Don Luis, irmão do rei Carlos III da Espanha, começou a contratar o Quarteto de Cordas Font, composto pelo violista Francisco Font e seus três filhos. O Font String Quartet performou muitas das obras de Boccherini e, por um tempo, Boccherini escreveu quase exclusivamente para eles.  Ele também ocasionalmente se juntou ao quarteto como intérprete, o que o levou a adicionar uma parte adicional de violoncelo à sua música. 
O primeiro conjunto de quintetos de cordas de Boccherini, seu Op. 10, também foram compostos em 1771.  Seu segundo conjunto, Op. 11, consistia em seis quintetos, mais notavelmente o número 5 em mi maior. Esta se tornou a obra mais famosa de Boccherini, embora, quando publicada, não tenha recebido reconhecimento especial. 

## Estrutura
O quinteto tem quatro movimentos:
1. Amoroso
2. Allegro e con spirito
3. Minuetto, Trio (Lá maior)
4. Rondeau, andante

### Minueto
O terceiro movimento do quinteto é notavelmente o mais famoso e o mais executado de todos os movimentos. Está em compasso 3/4, na tonalidade de Lá maior modulando para Ré maior .
No início do movimento, o primeiro violino toca uma melodia simples e elegante, enquanto a viola e o violoncelo apresentam pizzicato de colcheia. O segundo violino, por outro lado, tem ligaduras rápidas de semicolcheias que contêm muitos cruzamentos de cordas. Como Elisabeth Le Guin coloca em Body: An Essay in Carnal Musicology, de Boccherini, "O segundo violinista não tem tempo para galanterias; ele deve se concentrar em manter razoáveis os cruzamentos constantes das cordas, mesmo durante o comprimento do arco." 
As primeiras oito medidas são mostradas abaixo.
A reprodução de áudio não é suportada no seu ''browser''. Você pode descarregar o ficheiro de áudio.

## Arranjos
Os arranjos deste quinteto, especialmente do minueto, são extremamente numerosos. A peça inteira foi arranjada para um quinteto duplo de viola no século XVIII.

## Outros usos
O minueto tem sido amplamente utilizado na mídia popular, incluindo filmes, televisão e videogames, muitas vezes como pano de fundo ou leitmotiv (do alemão, motivo condutor) para sublinhar ou denotar exemplos de reuniões ou ambientes que ocorrem na alta sociedade. Por exemplo, foi usado nos filmes The Magnificent Ambersons (1942), The Time of Their Lives (1946), na comédia negra britânica The Ladykillers (1955), na caixa de música em Two Rode Together (1961), e no filme de animação soviético Alice no País das Maravilhas (1981) . Foi citado pelo guitarrista de rock fictício Nigel Tufnel (retratado por Christopher Guest ) nos compassos finais da música "Heavy Duty" do filme This is Spinal Tap (1984), falsificando as pretensões clássicas dos grupos de heavy metal.
No jogo eletrônico de RPG de ação "Hogwarts Legacy", desenvolvido pela Avalanche Software o minueto é habilmente empregado como parte integrante da trilha sonora que permeia o Castelo de Hogwarts.
O programa de televisão infantil britânico ZZZap! usou o movimento nos esquetes do personagem "Smart Arty" de Neil Buchanan .
No final da década de 1960, o antecessor pioneiro da Minnesota Public Radio usou a seção de abertura como introdução ao seu programa clássico noturno.
É usado por Bryan Bishop como um "drop" no podcast de Adam Carolla.
Arranjos do minueto também são usados no Método Suzuki .